# قلعه آذری (نظرآباد)
قلعهٔ آذری، روستایی از توابع بخش تنکمان شهرستان نظرآباد در استان البرز ایران است.
اکثریت مردمان این روستا ترک زبان می باشند

## جمعیت
این روستا در دهستان تنکمان شمالی قرار دارد و براساس سرشماری مرکز آمار ایران در سال ۱۳۸۵، جمعیت آن ۵۲۲ نفر (۱۴۱خانوار) بوده‌است.